# Andrew Murray (golfer)
Andrew Murray (30 juni 1956) is een golfprofessional uit Lymm, Engeland.
Murray speelde vanaf 1981 op de Europese PGA Tour en won in 1989 het European Open op de Walton Heath Golf Club. Hij had toen al spondylitis, en wilde graag eenmaal een toernooi winnen voordat hij moest ophouden met het spelen van toernooien. Hij speelde op de Tour tot eind 1995.
Daarna is hij golfbanen gaan ontwerpen, hij werkte voor de media, hij was onder meer commentator bij het Brits Open, en hij was manager van een aantal spelers.
Toen hij vijftig jaar werd, begon hij weer te spelen. Hij is sinds 2007 op de Europese Senior Tour, waar hij zonder Tourschool welkom was omdat hij in zijn carrière voldoende verdiend had (All-time Career List).
Andrew Murray heeft vier kinderen.

## Gewonnen
- 1989: Panasonic European Open